# MasterChef - Proba Celebrității
Masterchef - Proba Celebrității este versiunea română a competiției de gătit cu celebrități. Primul episod a fost difuzat pe data de 8 octombrie 2013 pe postul român de televiziune, Pro TV și s-a încheiat pe 24 decembrie 2013, avânt un total de 11 episoade. Emisiunea a fost jurizată de Cătălin Scărlătescu, Sorin Bontea și Florin Dumitrescu, iar prezentatorul a fost Răzvan Fodor.

## Format
Formatul emisiunii este asemănător cu cel al seriei originale, doar că de data acesta nu a mai existat etapa Preliminarilor.

## Sezonul 1 (2013)
Primul sezon al seriei MasterChef - Proba Celebrității a debutat pe 8 octombrie 2013.

## Concurenți
În această emisiune au participat 15 celebrități. Câștigătoarea acestei serii a fost jurnalista, Elena Lasconi.
Top 15
| Concurent         | Vârstă | Cunoscut pentru                               | Statut                   |
| ----------------- | ------ | --------------------------------------------- | ------------------------ |
| Elena Lasconi     | 41     | Jurnalistă                                    | Câștigător               |
| Pacha Man         | 34     | Cântăreț                                      | Locul 2                  |
| Don Baxter        | 35     | Rapper                                        | Locul 3                  |
| Cătălin Josan     | 26     | Cântăreț                                      | Eliminat pe 24 Decembrie |
| Alex Dima         | 30     | Jurnalist                                     | Eliminat pe 23 Decembrie |
| Gabriela Irimia   | 31     | Cântăreață (membră a trupei The Cheeky Girls) | Eliminat pe 23 Decembrie |
| Jojo              | 32     | Actriță                                       | Eliminat pe 23 Decembrie |
| Laura Cosoi       | 31     | Model & actriță                               | Eliminat pe 23 Decembrie |
| Șerban Copoț      | 31     | Cântăreț (membru al trupei Animal X)          | Eliminat pe 17 Decembrie |
| Octavian Strunilă | 32     | Actor                                         | Eliminat pe 17 Decembrie |
| Gina Pistol       | 32     | Actriță & model                               | Eliminat pe 3 Decembrie  |
| Ioan Isaiu        | 44     | Actor                                         | Eliminat pe 3 Decembrie  |
| Monica Irimia     | 31     | Cântăreață (membră a trupei The Cheeky Girls) | Eliminat pe 18 Noiembrie |
| Adrian Daminescu  | 57     | Cântăreț                                      | Eliminat pe 12 Noiembrie |
| Carmen Șerban     | 42     | Cântăreață de manele & compozitoare           | Eliminat pe 5 Noiembrie  |

## Audiențe
Premierea show-ului a avut un share de 8.3,  care a crescut la 17.8 în săptămâna a doua.